# 海·貝爾
赫曼·S·「海」·貝爾（英語：Herman S. "Hi" Bell, 1897年7月16日—1949年6月7日），為美國職棒大聯盟的投手。9年生涯效力於紅雀與巨人隊。生涯221場出賽，32勝34敗。他經歷過三次國聯冠軍(1926,1930,1933)，其中1926年和1933年他都拿下冠軍。他在世界大賽出賽過三場，但都無關勝敗。防禦率4.50，僅一次三振。1924年7月19日，他成為最後一位在雙重賽皆為勝投的投手。

## 外部連結
- 球員資訊和成績在MLB，ESPN，Retrosheet ，Baseball Reference ，Baseball Reference (Minors) ，Fangraphs，The Baseball Cube （英文）